# Polyphaenis
Polyphaenis is een geslacht van vlinders van de familie Uilen (Noctuidae), uit de onderfamilie Hadeninae.

## Soorten
- P. albibasis Warren, 1911
- P. hemiphaenis Boursin, 1970
- P. monophaenis Brandt, 1938
- P. propinqua Staudinger, 1895
- P. sericata (Esper, 1787)
- P. subsericata Herrich-Schäffer, 1856
- P. xanthochloris Boisduval, 1840